# Wólka Łosiniecka
Wólka Łosiniecka [pronunciación en polaco: /ˈvulka wɔɕiˈɲet͡ska/] es un pueblo ubicado en el distrito administrativo de Gmina Susiec, dentro del Condado de Tomaszów Lubelski, Voivodato de Lublin, en Polonia oriental. Se encuentra aproximadamente a 10 kilómetros al oeste de Tomaszów Lubelski y a 104 kilómetros al sureste de la capital regional Lublin.